# Дворянинов, Владислав Николаевич
Дворяни́нов Владисла́в Никола́евич (род. 1937) — советский инженер-конструктор, создатель боеприпасов для стрелкового оружия, кандидат технических наук, лауреат премии имени Ленинского комсомола, премии имени С. И. Мосина и премии Правительства Российской Федерации 2004 года в области науки и техники.
Автор около 40 патентов Российской Федерации и авторских свидетельств на изобретение.
Принимал участие в создании различных типов современных российских боевых патронов. (7,62-мм винтовочных снайперских патронов 7Н1 и 7Н14; 7,62-мм винтовочного патрона СТ-М2; 9-мм пистолетного патрона РГ028; 12,7-мм и 9-мм снайперских патронов; 12,7-мм двухпульных патронов 1СЛ и 1СЛТ и др.)
Один из ведущих специалистов по патронам.
Автор монографии «Боевые патроны стрелкового оружия».

## Биография
Родился в 1937 г. в Москве, в самом начале Великой Отечественной войны, был эвакуирован вместе со своей семьёй в Казахстан, в село Каргалинка, где и провёл своё детство.
С 1953 года проживал вместе со своей семьёй в Алма-Ате. После окончания школы отправился в Ленинград и поступил в военно-механический институт (ныне Балтийский государственный технический университет), который успешно закончил в 1960 г.
После окончания обучения был отправлен в подмосковный город Климовск, в НИИ-61 (ныне Ордена Октябрьской революции Центральный научно-исследовательский институт точного машиностроения). В течение последующих 52 лет проработал в ЦНИИТОЧМАШ.
23 года работал инженером-конструктором и 29 лет занимал должность начальника отдела по боеприпасам стрелкового огнестрельного оружия. Всю свою трудовую жизнь занимался разработкой патронов.